# Testacellidae
Testacellidae is een familie van weekdieren uit de klasse van de Gastropoda (slakken).
In Nederland komt de lichtbruine schildslak (Testacella haliotidea) voor maar is zeldzaam.

## Taxonomie
Het volgende geslacht is bij de familie ingedeeld:
- Testacella Lamarck, 1801